# Phyllodactylus gerrhopygus
Phyllodactylus gerrhopygus este o specie de șopârle din genul Phyllodactylus, familia Gekkonidae, descrisă de Wiegmann 1834. Conform Catalogue of Life specia Phyllodactylus gerrhopygus nu are subspecii cunoscute.

## Galerie

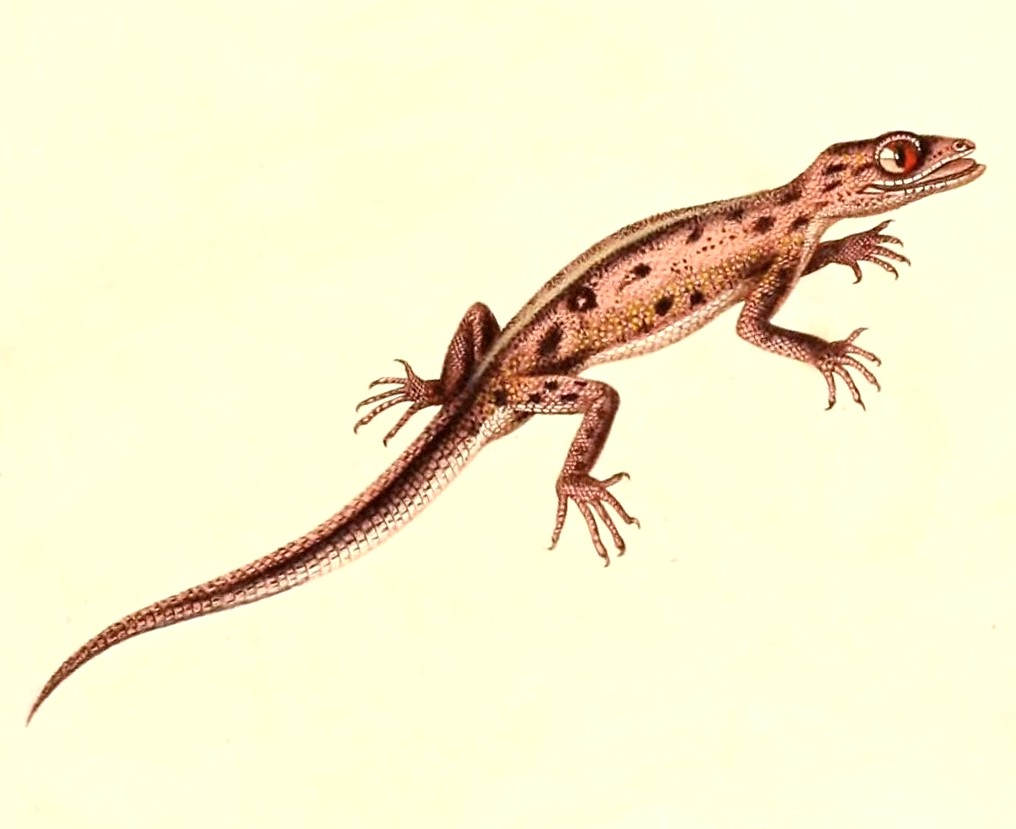
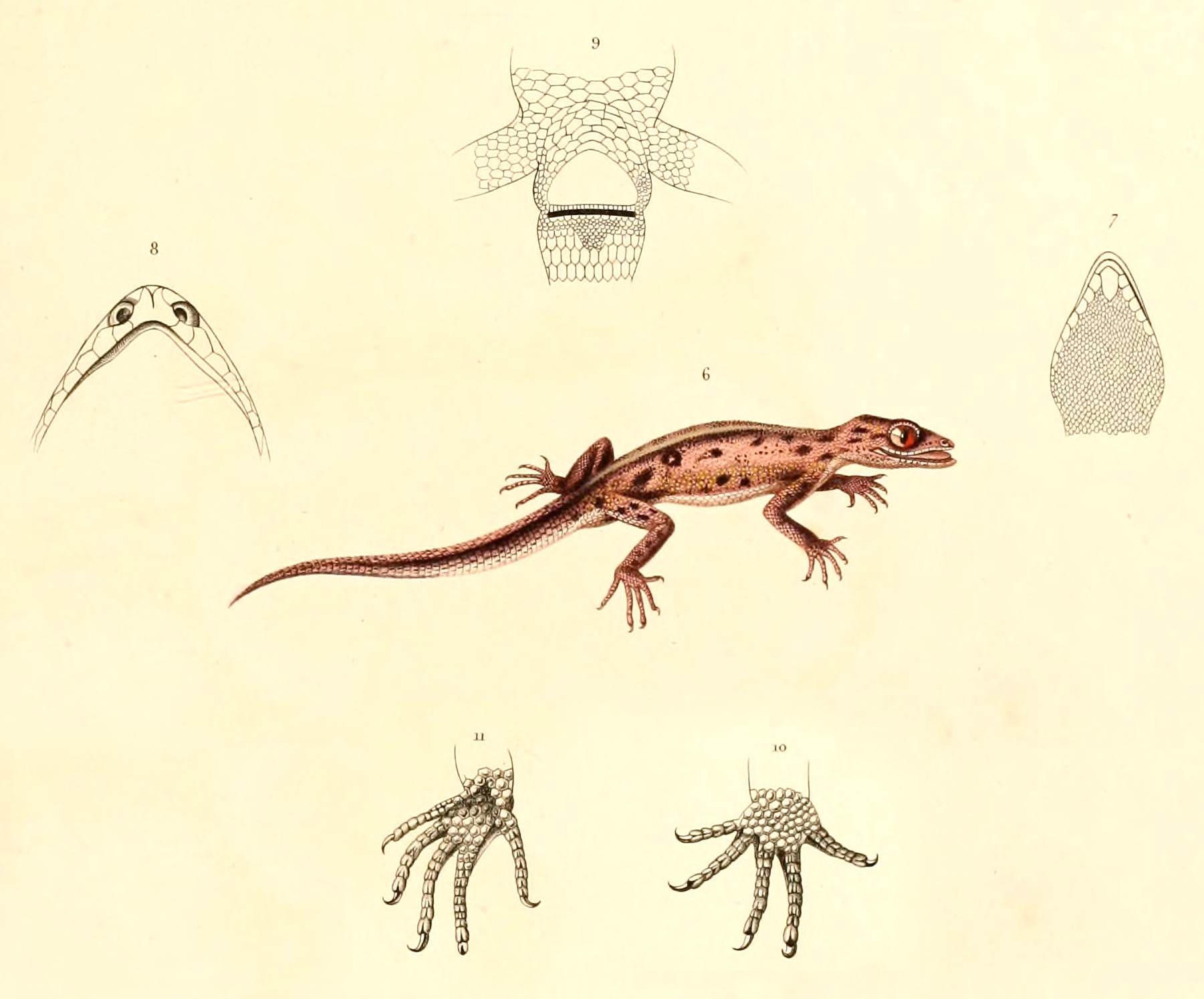